# Montréal-Matin
Montréal-Matin, d'abord publié sous les titres L'Illustration (1930-1936), puis L'Illustration Nouvelle (1936-1941), est un quotidien canadien, publié à Montréal, de 1930 à 1978.

## Description
Montréal-Matin est un quotidien du matin qui accordait une large place dans ses pages aux nouvelles locales, aux faits divers et aux nouvelles sportives. Afin de se distinguer de ses concurrents, il multiplie les innovations  Ainsi, il consacre une large place aux illustrations et aux photographies, publie des chroniques, des horoscopes et des mots croisés et imprime sa première page sur du papier rose jusqu'en 1941. Journal populiste, il est également le premier quotidien montréalais à publier en format tabloïde afin de permettre une lecture plus confortable dans les transports en commun. 
Politiquement, le journal a été associé au Parti conservateur, puis à l'Union nationale à compter de sa fondation, en 1935, et ce, jusqu'à sa vente à La Presse en 1973.

## Historique

### Origines

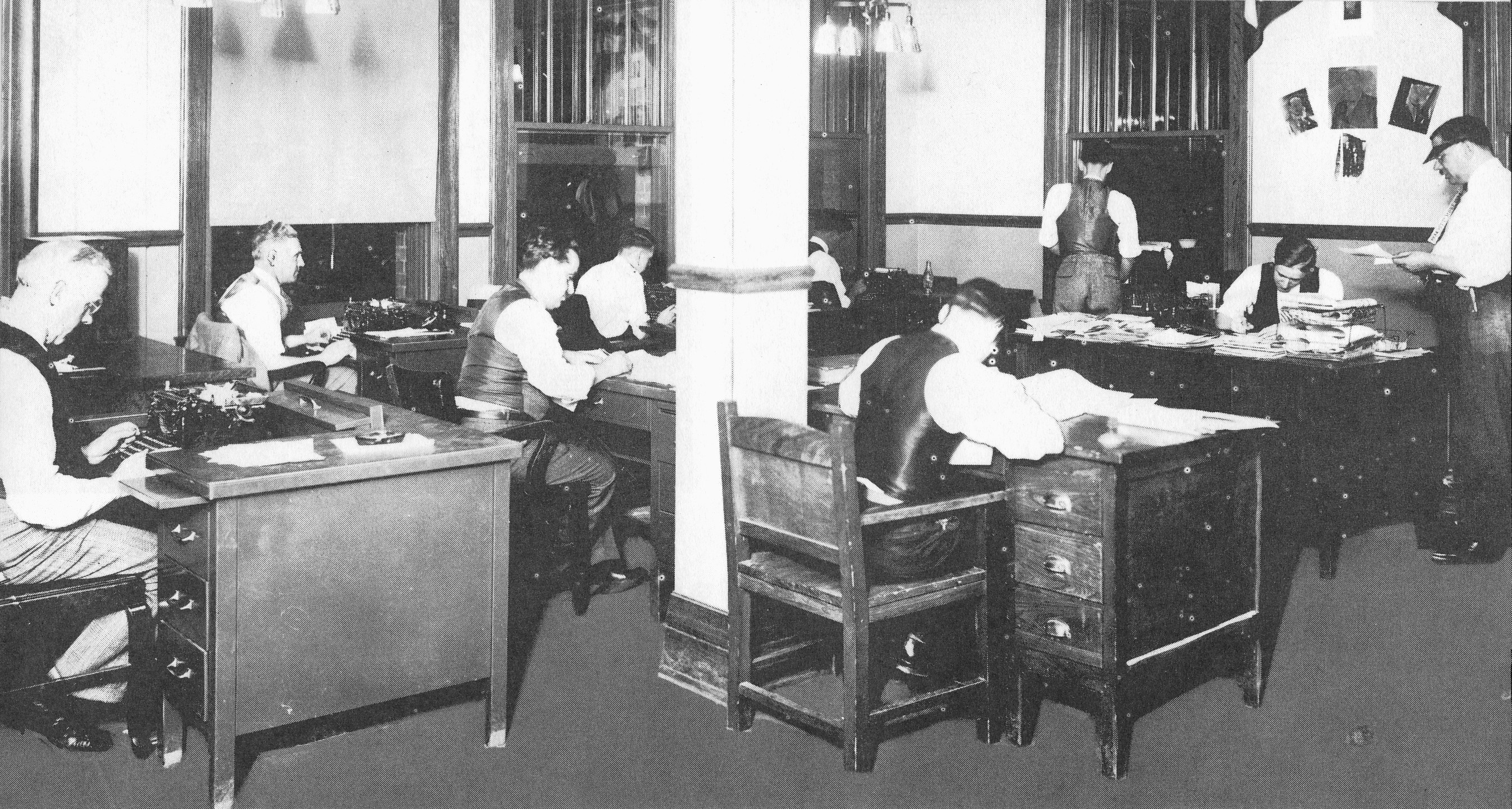
Salle de rédaction de L'Illustration vers 1934-1935

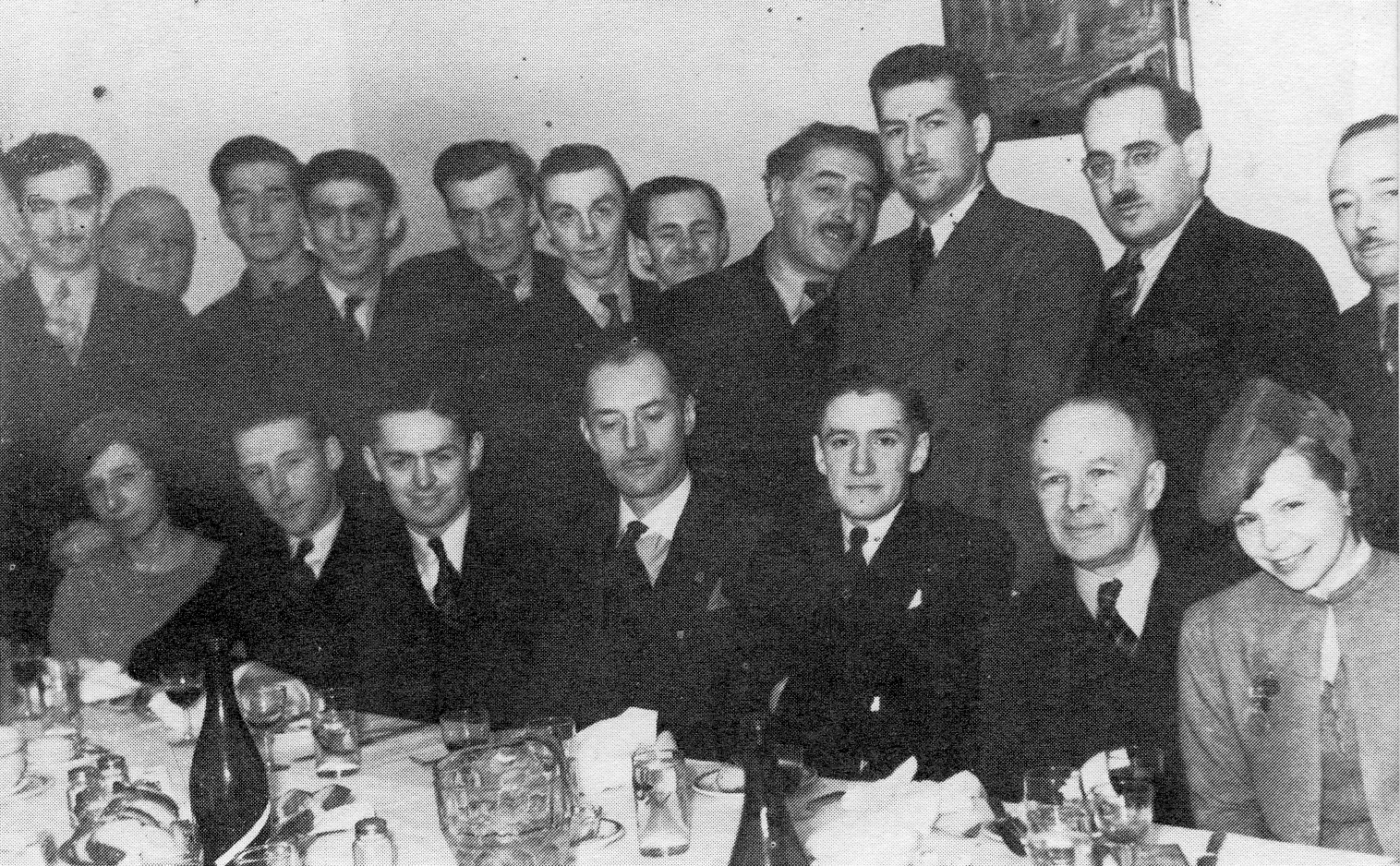
Un groupe de rédacteurs de L'Illustration Nouvelle vers 1938-1939

Le journal publie une première édition de 12 pages le 4 juillet 1930. Fernand Dansereau, fils d'un ancien rédacteur en chef de La Presse dirige la rédaction. Son frère Lucien, un ingénieur de formation a également participé à la fondation du journal et de sa première société éditrice — L'Association des journalistes canadiens —, en amassant les capitaux nécessaires, en particulier auprès d'Eugène Berthiaume, fils de Trefflé Berthiaume, qui fut propriétaire de La Presse jusqu'à sa mort en 1915. 
Le nom original du journal L'Illustration tire son origine de l'hebdomadaire français du même nom, qui à cette époque était reconnu pour la qualité de ses illustrations et sa toilette typographique soignée. Le fait que Berthiaume, qui a séjourné à Paris dans les années 1920 après avoir perdu la lutte pour le contrôle du journal de son père, y est sans doute pour quelque chose, selon Joseph Bourdon, auteur d'une  histoire du journal.
Au cours de sa première décennie d'existence, le journal vit une situation financière difficile dans un marché extrêmement concurrentiel. Le journal fait faillite en 1936, puis il est relancé sous le nom L'Illustration Nouvelle après un conflit qui oppose les syndics de faillite et certains des créanciers. Bien que le ton du journal reste populiste, anti-communiste et conservateur, l'éditorial adopte, sous la direction d'Adrien Arcand à partir de 1936 jusqu'en 1939, des prises de position ouvertement profascistes. Arcand quittera ses fonctions au début de 1940 et sera interné par les autorités canadienne pour la durée de la Seconde Guerre mondiale. 
Après une grève de ses typographes en 1940, Eugène Berthiaume donne même des instructions pour fermer le journal. Cependant, la direction licencie la majorité du personnel mais maintient le journal en vie pour quelques mois de plus.

### L'âge d'or duMontréal-Matin

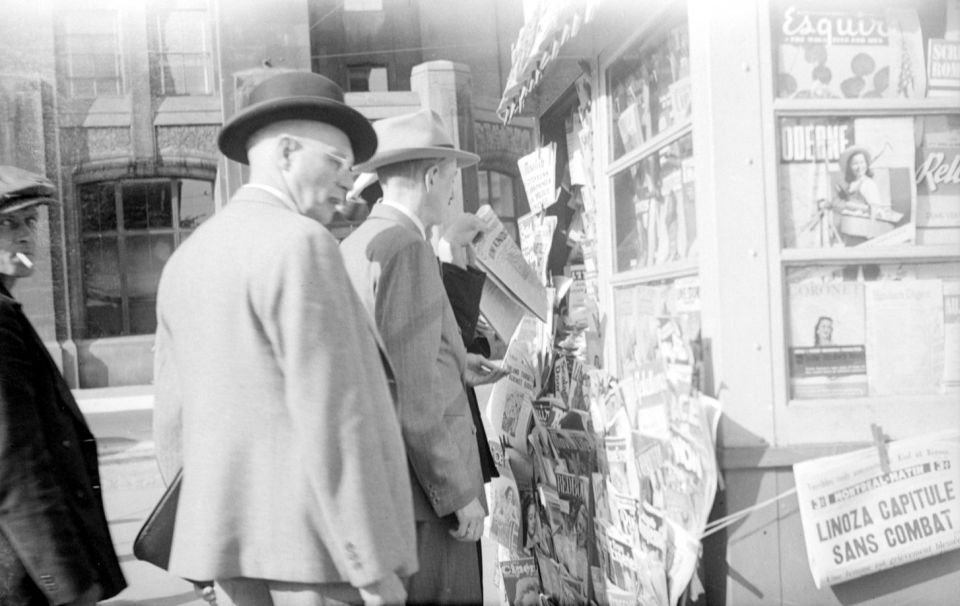
Kiosque à journaux dans Rosemont, un exemplaire du journal Montréal-Matin titre à la une : « Linoza capitule sans combat », 14 juin 1943.

Le journal change de direction le 1er août 1941 avec l'arrivée de Jacques-Narcisse Cartier à la direction du journal. L'Illustration Nouvelle change radicalement de cap et abandonne la partisanerie politique trop voyante pour un ton plus léger. Le 11 août, le journal est renommé Montréal-Matin et inaugure une formule qui fera la fortune du journal pendant une trentaine d'années, devenant ainsi le titre matinal le plus vendu dans le marché montréalais. Avec un tirage de 30 352 copies, le journal devient profitable dès 1945. 
En 1947, Les Éditions Laviolette, une société paravent organisée par des proches de Maurice Duplessis, dont le notaire Joseph-Arthur Savoie, organise une souscription populaire afin de racheter le journal,. L'affaire est conclue en juin et la direction du journal est confiée  à Roger Duhamel, qui poursuit la stratégie de son prédécesseur. Le tirage continue à augmenter pour atteindre 36 109 copies en 1949, 95 634 en 1955 et 115 601 copies en 1962. 
Montréal-Matin étant une source de financement appréciable pour l'Union nationale, les titres de propriété du journal étaient conservés jalousement par les différents chefs de cette formation politique, passant successivement de Maurice Duplessis à Paul Sauvé, puis à Antonio Barrette. Lorsqu'il démissionne, Barrette refuse de céder les titres au chef intérimaire Antonio Talbot, préférant les conserver jusqu'à l'élection d'un successeur choisi par les membres du parti. La situation s'éclaircit le 25 septembre 1961 après l'accession de Daniel Johnson à la direction de l'Union nationale et l'ancien chef transmit les papiers à son successeur.
Montréal-Matin profite de la grève qui paralysera son concurrent La Presse en 1964 pour consolider sa place de chef de file dans le marché montréalais de la presse du matin. Le journal complète la construction d'une nouvelle imprimerie, au coin du boulevard Saint-Joseph et de la rue Molson, dans le quartier Rosemont et achète deux nouvelles presses. Le tirage atteint 148 000 copies durant la première des trois longues grèves à La Presse.

### La mort du journal
L'arrivée sur le marché du Journal de Montréal en 1964 provoque une concurrence féroce entre les deux tabloïdes montréalais. En 1969, le journal de Pierre Péladeau réussit à mettre la main sur trois des journalistes sportifs les plus connus de Montréal — Jacques Beauchamp, Jean-Pierre Sanche et Marcel Gaudette —, et triple presque son tirage en 18 mois. 
Les revers de fortune de l'Union nationale, propriétaire du journal, auront également un impact négatif sur Montréal-Matin. Après la démission de Jean-Jacques Bertrand, le quotidien montréalais devient un enjeu de la campagne à la direction du parti. Élu en juin 1971, le nouveau chef de l'UN, Gabriel Loubier, multiplie les critiques à l'égard du journal, lui reprochant la tiédeur de son ton.
Le journal sera vendu une première fois en 1972 à un groupe dirigé par Régent Desjardins. Toutefois, les spéculations sur l'avenir du journal font chuter les ventes. Combiné à la hausse des coûts de production, provoquée par l'augmentation du prix du papier, la signature de nouvelles conventions collectives et la mise en service d'une nouvelle presse, la situation du journal devient plus difficile.
Moins d'un an après, le 10 août 1973, la nouvelle administration vend le journal à La Presse, qui veut s'en servir comme paravent contre le journal de Pierre Péladeau. Un conflit de travail de six mois paralyse la rédaction à partir de l'automne 1977. Le journal fermera définitivement ses portes le 27 décembre 1978, au surlendemain de Noël.

## Personnalités associées au journal
- Joseph Bourdon, (1930-1978), auteur de MONTRÉAL-MATIN, SON HISTOIRE, SES HISTOIRES
- Adrien Arcand, éditorialiste et rédacteur en chef (1936-1940)
- Jacques Beauchamp, journaliste sportif et responsable des pages sportives (1943-1969)
- Roger Duhamel, directeur du journal (1947-1952)
- Lucien Langlois, éditorialiste en chef
- Marc Laurendeau, éditorialiste en chef (1975-1978)
- Jean-Pierre Coallier, caricaturiste
- Jean-V. Dufresne, chroniqueur politique (1975-1978)
- Claude Poirier, chroniqueur judiciaire
- Jean-Pierre Charbonneau, chroniqueur judiciaire
- Claude Picher, chroniqueur économique
- Marcel Gaudette, journaliste sportif
- Jean-Paul Sarault, journaliste sportif
- Jerry Trudel, journaliste sportif
- Jean-Pierre Sanche, journaliste sportif
- Yvon Pedneault, journaliste sportif